# Pickle Lake (Ontario)
Pickle Lake – gmina (ang. township) w Kanadzie, w prowincji Ontario, w dystrykcie Kenora.
Powierzchnia Pickle Lake to 255,08 km². Według danych spisu powszechnego z roku 2001 Pickle Lake liczy 399 mieszkańców (1,56 os./km²).